# Dynasty Warriors
 (avril 2020).
Dynasty Warriors est une série de jeux vidéo développée par Omega Force et éditée par Koei puis Koei Tecmo. Débutée en 1997 avec Dynasty Warriors, la série compte plus de 30 opus en 2018. Le premier jeu de la série fait exception, puisqu'il s'agissait d'un jeu de combat. Au Japon, la saga des Shin Sangoku Musō ne débute qu'avec ce que nous connaissons sous le nom de Dynasty Warriors 2 d'où le décalage dans la numérotation des jeux entre le Japon et l'Occident. Les suivants proposent un gameplay mêlant hack 'n' slash et action tactique. Certains médias, notamment au début de la série classaient le jeu dans le genre du beat them all. On parle même du musō en tant que genre de jeu.

## Description
Le scénario est tiré d'un roman historique chinois, l'Histoire des Trois Royaumes, qui se déroule entre 184 et 280 apr. J.-C. Le royaume des Wei, le royaume des Shu, le royaume de Wu et le royaume du Jin s'affrontent pour la domination de la Chine. Chaque niveau reconstitue une des nombreuses batailles de l'époque des Trois royaumes de Chine.
Dans des graphismes en 3D, le joueur voit son personnage en vue à la troisième personne. Il doit survivre et remplir des conditions particulières, généralement tuer le général ennemi. Le scénario se termine au bout d'une dizaine de batailles mais le joueur peut recommencer en choisissant un autre personnage, le joueur peut alors parcourir d'autres niveaux ou encore se retrouver dans l'équipe qu'il combattait précédemment.

## Histoire
En l'an 200, la Chine connut une période de chaos et de destruction à cause de la faiblesse des empereurs Han. La secte des Turbans Jaunes, menée par Zhang Jiao, provoque une révolte en vue d'amener l'Ère de la Grande Paix. Le pouvoir central, pour lutter contre les Turbans Jaunes, fait appel à plusieurs volontaires. Dong Zhuo, un général devenu Premier Ministre, fut tué par Lu Bu, son fils adoptif. Plus tard, les participants décidèrent de régner sur la Chine en se partageant la Chine en trois royaumes : le Wei, le Shu et le Wu. Le dirigeant du Wei était Cao Cao, le dirigeant du Shu, Liu Bei et le dirigeant du Wu, Sun Jian. Mais une guerre éclata entre les royaumes car les dirigeants ne voulaient partager leurs terres. Un quatrième royaume finit par dominer les autres, étant créé par les descendants de Sima Yi, stratège des Wei, la dynastie Jin.

## Système de jeu
Il existe un mode histoire permettant, au fil de quêtes successives, de retracer l'histoire, du moins, un moment clé de l'histoire de chaque personnage du jeu. Au fil du jeu, on pourra vivre les mêmes batailles, sous différents points de vue, en fonction du personnage choisi.
D'autres modes de conquête existent également en fonction des opus, permettant de s'emparer de la Chine de l'époque en choisissant quel personnage en sera l'empereur.
La particularité de la série au sein du Hack 'n' slash est de mettre en scène de gigantesques combats impliquant des milliers de PNJ par arène. Le joueur doit enchaîner les attaques dévastatrices pour trancher dans le cœur de la mêlée, tout en prenant garde aux capitaines, lieutenants et boss, seuls en mesure de le mettre en danger.
La stratégie occupe une part importante du gameplay. Le jeu assigne des objectifs à remplir pour remporter la mission, telles que des manœuvres d'infiltration, de diversion ou des retraites feintes. Le joueur peut ne pas en tenir compte au profit de la confrontation directe, mais cela risque de compliquer le déroulement de la partie, et certains événements négatifs provoqueront la défaite indépendamment de la santé du personnage joué.

## Liste des jeux

### Série principale
- 1997 - Dynasty Warriors (PlayStation)
- 2000 - Dynasty Warriors 2 (PlayStation 2)
- 2001 - Dynasty Warriors 3 (PlayStation 2 et Xbox)
- 2002 - Dynasty Warriors 3: Xtreme Legends (PlayStation 2)
- 2003 - Dynasty Warriors 4 (PlayStation 2, Xbox et Windows)
- 2003 - Dynasty Warriors 4: Xtreme Legends (PlayStation 2)
- 2004 - Dynasty Warriors 4: Empires (PlayStation 2)
- 2004 - Dynasty Warriors (PlayStation Portable)
- 2005 - Dynasty Warriors 4: Hyper for Windows (Windows)
- 2005 - Dynasty Warriors Advance (Game Boy Advance)
- 2005 - Dynasty Warriors 5 (PlayStation 2 et Xbox)
- 2005 - Dynasty Warriors 5: Xtreme Legends (PlayStation 2)
- 2005 - Dynasty Warriors 5: Special (Windows et Xbox 360)
- 2006 - Dynasty Warriors 5: Empires (PlayStation 2 et Xbox 360)
- 2006 - Dynasty Warriors Vol.2 (PlayStation Portable)
- 2006 - Dynasty Warriors Online (Windows)
- 2007 - Dynasty Warriors DS: Fighter's Battle (Nintendo DS)
- 2007 - Dynasty Warriors 6 (PlayStation 3, Xbox 360 et Windows)
- 2009 - Dynasty Warriors: Strikeforce (PlayStation Portable, PlayStation 3 et Xbox 360)
- 2009 - Dynasty Warriors 6: Empires (PlayStation 3, Xbox 360 et PlayStation 2)
- 2011 - Dynasty Warriors 7 (PlayStation 3, Xbox 360, PC)
- 2011 - Dynasty Warriors 7: Xtreme Legends (PlayStation 3)
- 2012 - Dynasty Warriors Next (PlayStation Vita)
- 2012 - Dynasty Warriors 7: Empires (PlayStation 3)
- 2013 - Dynasty Warriors 8 (PlayStation 3 et Xbox 360)
- 2014 - Dynasty Warriors 8: Xtreme Legends (PlayStation 3, PlayStation 4, PlayStation Vita et PC)
- 2015 - Dynasty Warriors 8: Empires (PlayStation 3, PlayStation 4, Xbox One et PC)
- 2018 - Dynasty Warriors 9 (PlayStation 4, Xbox One, PC)
- 2022 - Dynasty Warriors 9: Empires (PlayStation 4, PlayStation 5, Xbox One, Xbox Series X, PC, Nintendo Switch)
- 2025 - Dynasty Warriors: Origins[1]

### Jeux dérivés
À la suite du succès de Dynasty Warriors, Koei a sorti deux jeux beaucoup plus tactiques mais reprenant la trame de l'histoire, leurs noms Dynasty Tactics. Puis avec l'épisode 4 et 5, on vit apparaître les épisodes Dynasty Warriors 4: Empires, et Empires 5, qui sont des jeux identiques aux épisodes si ce n'est le semblant de tactique qui en découle et la possibilité de créer son personnage.
Lors du Nintendo Direct du 18 décembre 2013, Nintendo a annoncé le développement d'un jeu beat-them-all intitulé Hyrule Warriors, semblable à Dynasty Warriors mais se déroulant dans Hyrule. C'est Tecmo Koei qui développe le jeu.
- 2002 - Mystic Heroes (PlayStation 2, Nintendo GameCube et Game Boy Advance)
- 2006 - Dynasty Warriors Mahjong (PlayStation 2, PlayStation Portable et Nintendo DS)
- 2007 - Bladestorm: La guerre de Cent ans (PlayStation 3 et Xbox 360)
- 2007 - Dynasty Warriors: Gundam (PlayStation 3 et Xbox 360)
- 2007 - Warriors Orochi (PlayStation 2, Xbox 360, PlayStation Portable et PC)
- 2008 - Dynasty Warriors: Gundam 2 (PlayStation 2, Playstation 3 et Xbox 360)
- 2008 - Warriors Orochi 2 (PlayStation 2, Xbox 360 et PlayStation Portable)
- 2009 - Warriors Orochi Z (PlayStation 3 et PC)
- 2010 - Dynasty Warriors: Gundam 3 (Playstation 3 et Xbox 360)
- 2011 - Warriors: Legends of Troy (Playstation 3 et Xbox 360)
- 2011 - Warriors Orochi 3 (PlayStation 3 et Xbox 360)
- 2012 - One Piece: Pirate Warriors (PlayStation 3)
- 2012 - Warriors Orochi 3: Hyper (Wii U)
- 2013 - Dynasty Warriors: Gundam Reborn (PlayStation 3 et PlayStation Vita)
- 2013 - One Piece: Pirate Warriors 2 (PlayStation 3 et PlayStation Vita)
- 2014 - Hyrule Warriors (Wii U)
- 2014 - Warriors Orochi 3: Ultimate (PlayStation 4 et Xbox One)
- 2015 - Bladestorm: Nightmare (PlayStation 3, PlayStation 4 et Xbox One)
- 2015 - One Piece: Pirate Warriors 3 (PlayStation 3, PlayStation 4, PlayStation Vita et Windows)
- 2015 - Arslan: The Warriors of Legend (PlayStation 3, PlayStation 4, Xbox One et Windows)
- 2015 - Dragon Quest Heroes : Le Crépuscule de l'Arbre du Monde (PlayStation 3, PlayStation 4, et PC)
- 2016 - Hyrule Warriors Legends - (Nintendo 3DS)
- 2016 - Dynasty Warriors: Godseekers (PlayStation 3, PlayStation 4, PlayStation Vita)
- 2016 - Berserk and the Band of the Hawk (PlayStation 3, PlayStation 4, PlayStation Vita et PC)
- 2016 - Dragon Quest Heroes II (PlayStation 3, PlayStation 4, Playstation Vita et PC)
- 2017 - Fire Emblem Warriors (New Nintendo 3DS, Nintendo Switch)
- 2017 - Warriors All-Stars (PlayStation 4, PlayStation Vita et PC)
- 2018 - Hyrule Warriors: Definitive Edition (Nintendo Switch)
- 2020 - Hyrule Warriors : L'Ère du Fléau (Nintendo Switch)
- 2022 - Fire Emblem Warriors: Three Hopes (Nintendo Switch)
- 2025 - Hyrule Warriors : Les Chroniques du sceau (Nintendo Switch 2)

## Personnages
Wei :
- Xiahou Dun : Général et cousin de Cao Cao et de Xiahou Yuan. Il était surnommé "Xiahou Le Borgne". Arme : Podoa.
- Dian Wei : Géant qui s'apparentait à un démon. Il se servait d'une hache à main. Tout comme Xu Zhu, il était l'un des deux gardes du corps de Cao Cao, il est d'ailleurs mort en le protégeant. Arme : Hache.
- Xu Zhu : Colosse quasiment invincible, affublé d'une masse et d'un gigantesque sourire, il était, avec Dian Wei, l'un des deux gardes du corps de Cao Cao. Arme : Masse Géante.
- Cao Cao : Fondateur du royaume du Wei, père de Cao Pi, de Cao Jie, de Cao Zhi, de Cao Ang... Arme : Épée de Général.
- Xiahou Yuan : Cousin de Cao Cao et Xiahou Dun, père de Xiahou Ba et oncle de Xiahouji. Il était un grand archer. Il est tué par une flèche de Huang Zhong. Arme : Arc et Bâton.
- Zhang Liao : Général du Wei, célèbre pour sa bravoure lors de la bataille de He Fei. Après avoir travaillé pour Dong Zhuo, il devint le bras droit de Lu Bu avant de rejoindre le Wei et de faire partie des Cinq Généraux du Wei. Arme : Haches Jumelle.
- Xu Huang : Général sous Cao Cao puis Cai Pi. Il faisait partie des Cinq Généraux du Wei. Il était ami avec Man Chong. Arme : Grande Hache.
- Zhang He : Il travailla d'abord pour Yuan Shao avant de rejoindre le Wei. Il faisait partie des Cinq Généraux du Wei. Arme : Griffes.
- Zhen Ji : Femme de Yuan Xi puis de Cao Pi. Elle est la mère de Cao Rui. Arme : Flûte.
- Cao Ren : Jeune cousin de Cao Cao et de Cao Hong. Arme : Bouclier à Pointes.
- Cao Pi : Fils de Cao Cao, il devient empereur à sa mort. Il est le mari de Zhen Ji et le père de Cao Rui. Arme : Double Lame.
- Pang De : Il travailla avec Ma Chao et sa famille avant de rejoindre Cao Cao. Arme : Massue.
- Cai Wenji : Grande Poétesse et compositrice. Après la chute de Dong Zhuo, son père, Cai Yong, travaillait pour lui, elle fut capturée par une tribu. Cao Cao paya une forte somme pour la récupérer. Elle fut capable de réciter de mémoire les récits de son père. Arme : Harpe.
- Jia Xu : Stratège d'abord au service de Dong Zhuo, puis de Li Jue, puis de Zhang Xiu, il rejoignit les rangs du Wei. Arme : Faucille et Chaîne.
- Wang Yi : Ma Chao a assassiné son mari, Zhao Ang. Depuis elle lui voue une profonde haine et ne vit que pour le tuer. Arme : Perforatrices d’Emei.
- Guo Jia : Assistant militaire de Cao Cao, qui lui fut présenté par Xun Yu. Un an après sa mort, à la bataille de Chi Bi, Cao Cao le regretta beaucoup et dit que s'il avait été présent, la victoire aurait été pour le Wei. Arme : Orbe et Sceptre.
- Yue Jin : Il faisait partie des Cinq Généraux du Wei. Arme : Double Lames à Crochet.
- Li Dian : Il était l'un des généraux principaux à He Fei. Arme : Hallebarde à Roues.
- Yu Jin : Il faisait partie des Cinq Généraux du Wei. Il a trahi le Wei pour éviter de se faire tuer par Guan Yu. Arme : Trident.
- Xun Yu : Il était un conseiller militaire chinois sous le Wei. Il travailla d'abord pour Yuan Shao, avant de rejoindre les rangs de Cao Cao. Il était de la même famille que Xun You. Arme : Baguette Magique Transformable.
- Cao Xiu : Membre de la Famille Cao, il faisait partie de la garde royale. Il força l'Empereur Xian à abdiquer en faveur de Cao Pi, et veilla sur Cao Rui qui le nomma Ministre de la Guerre. Arme : Épée Éventail.
- Man Chong : Il était un stratège sous Cao Cao, et ami de Xu Huang. Arme : Lames de Tir.
- Xun You : Il était un stratège sous Cao Cao, de la même famille que Xun Yu. Arme : Urumi.

Shu :
- Zhao Yun : L'un des Cinq Tigres du Shu, il était connu pour sa bravoure légendaire et sa loyauté sans égale, notamment après avoir chargé à lui seul, les lignes du Wei, afin de retrouver Liu Shan. Arme : Lance de Dragon.
- Guan Yu : Frère de sang de Liu Bei et de Zhang Fei. Réputé invincible, il est le chef des Cinq Tigres du Shu et est considéré comme le dieu de la guerre. Il est le père de Guan Ping, Guan Xing, Guan Suo et Guan Yinping. Arme : Lame en Croissant.
- Zhang Fei : Mari de Lady Xiahou et l'autre frère de sang de Liu Bei et de Guan Yu, très puissant mais un peu trop porté sur la boisson, il était membre des Cinq Tigres du Shu. Il est le père de Zhang Bao, Zhang Shao, Zhangshi et Xingcai. Arme : Lance Vipère.
- Zhuge Liang : L'un des plus grands stratèges de l'histoire, au service de Liu Bei. Il était le mari de Yueying, ainsi que l'instructeur de Jiang Wei. À la mort de Liu Bei, il régit le Royaume Shu. Il incarne encore aujourd'hui en Chine l'intelligence. Arme : Éventail de Guerre.
- Liu Bei : Fondateur du royaume du Shu et guerrier émérite. Il était le mari de Sun Shangxiang ainsi que le père de Liu Shan. Il est également le frère d'arme de Guan Yu et Zhang Fei. Arme : Épées Jumelle.
- Ma Chao : Fils de Ma Teng et cousin de Ma Dai, il était un cavalier dont les talents étaient connus de tout le monde, il faisait partie des Cinq Tigres du Shu et était très réputé pour son sens de le justice. Il fut contraint de rejoindre le Wei à la mort de son père mais à la première occasion, il rejoignit le Shu. Arme : Javelot.
- Huang Zhong : Avec Wei Yan, il se soumit à Liuh Bei lorsqu'il eut battu leur ancien seigneur. Il faisait partie des Cinq Tigres du Shu. C’est un grand archer. Il tua Xiahou Yuan. Arme : Arc.

- Jiang Wei : Élève de Zhuge Liang et de Yueying. Un moment du côté du Wei, il rejoignit le Shu car ses talents n'y été pas reconnu. Il admirait Zhuge Liang qui, durant la bataille de Tian Shui en 228, après lui avoir tendu un piège, lui demande de le rejoindre en tant d'élève. Jiang Wei, fou d'admiration, accepta tout de suite. Arme : Trident à Double Tranchant.
- Wei Yan : Il entra dans le Shu en même temps qu'Huang Zhong. Bien que très bon, il écoutait très peu les ordres. Après la mort de Liu Bei (alors que ce-dernier avait demandé à Zhuge Liang de garder Wei Yan dans le Shu), Wei Yan fut tué par Ma Dai sous les ordres de Zhuge Liang. Arme : Double Vouge.
- Pang Tong : Conseiller militaire de la fin de la dynastie des Hans orientaux au service du Wu puis de Liu Bei. Il était surnommé "Le Jeune Phoenix". Arme : Éventail de l'Ombre.
- Yueying : Femme de Zhuge Liang, stratège elle aussi. Elle l'aidait dans ses tâches. Arme : Arc-Lame.
- Guan Ping : Fils (adoptif) de Guan Yu, grand frère de Guan Xing, Guan Suo et Guan Yinping. Arme : Zanbato.
- Xingcai : Fille cadette de Zhang Fei et de Lady Xiahou, petite sœur de Zhang Bao, Zhang Shao et Zhangshi et seconde épouse de Liu Shan. C'était une guerrière qui a été entraînée par Zhao Yun. À la fin du Shu, elle rejoignit le Jin avec son époux. Arme : Épée et Bouclier.
- Liu Shan : Fils de Liu Bei et de Lady Gan et mari de Zhangshi et Xingcai. Il devint, à la mort de son père, le chef des Shu, mais Zhuge Liang, son premier ministre, garda le pouvoir. Il préféra se rendre aux Jin pour que son peuple ne soit pas massacré et le rejoignit avec sa femme. Arme : Rapière.
- Ma Dai : Cousin de Ma Chao. Il a rejoint Liu Bei après avoir été forcé de rejoindre Cao Cao. Il a assassiné Wei Yan sur les ordres de Zhuge Liang. Arme : Pinceau.

- Guan Suo : Mari de Bao Sanniang, fils de Guan Yu, petit frère de Guan Ping, Guan Xing et grand frère de Guan Yinping. Il participa grandement à la capture des Namans. Arme : Paire de Solerets.
- Bao Sanniang : Femme de Guan Suo. Lors de leur première rencontre, Guan Suo et Bao Sanniang s’affrontèrent et elle l'épousa car il la battit. Arme : Disque Lame Tranchant.
- Xu Shu : D'abord stratège de Liu Bei, il fut forcé de rejoindre les forces de Cao Cao (car il lui a fait du chantage). Lors de la bataille de Chi Bi, comprenant une ruse de Pang Tong, il s'échappa et rejoignit à nouveau le Shu. Arme : Épée et Crochet.
- Zhang Bao : Fils aîné de Zhang Fei et de Xiahouji, grand frère de Zhang Shao, Zhangshi et Xingcai, et frère d'arme de Guan Xing. Il mourut très jeune sur le champ de bataille. Arme : Épée Fléau.
- Guan Xing : Fils de Guan Yu, petit frère de Guan Ping et grand frère de Guan Suo et Guan Yinping, et frère d'arme de Zhang Bao. Il vengea la mort de son père et de son frère Guan Ping, tués par les Wu, et exécuta sous les ordres de Liu Bei ses assassins. Arme : Lames Ailées.
- Guan Yinping : Fille de Guan Yu, petite sœur de Guan Ping, Guan Xing et Guan Suo. Sun Quan aurait voulu la marier à l’un de ses fils, mais son père refusa. De ce fait, elle aurait conduit à la perte de son père et Guan Ping. Zhao Yun l'a entraînée. Arme : Masse Bicéphale.
- Fa Zheng : Il fut l'un des conseillers de Liu Bei. Il est décrit comme quelqu'un d’extrêmement cruel. Arme : Serviette.
- Zhou Cang : Il fit tout d'abord parti des Turbans Jaunes, puis il rejoignit Guan Yu, après avoir été un renégat. Il se suicida à la suite de la mort de son seigneur. Arme : Longtou Dazhadao.
- Xiahouji : Femme de Zhang Fei, mère de Zhang Bao, Zhang Shao, Zhangshi et Xingcai et nièce de Xiahou Yuan et cousine de Xiahou Ba. Zhang Fei la captura très jeune et fit d’elle sa femme. Arme : Épée et Bouclier.

Wu :
- Zhou Yu : Mari de Xiao Qiao et frère de sang de Sun Ce et protecteur de ce dernier et son stratège. Il était l'un des rivaux de Zhuge Liang. Il était d'une grande beauté. Arme : Bâton.
- Lu Xun : Stratège du Wu et élève de Lu Meng. Il épousa Sushi, la fille de Sun Ce et Da Qiao et fut le père de Lu Kang. Arme: Épées Exquises.
- Taishi Ci : Guerrier du Wu. D'abord du côté de Liu Yong, il combattit Sun Ce pendant des jours mais finalement perdit le combat. Mais Sun Ce ne voulut pas le tuer et il lui demanda de rejoindre ses rangs. Taishi Ci accepta. À la mort de Sun Ce, il rentra au service de Sun Quan et fut tué par Zhang Liao. Arme : Bâtons Jumeau.
- Sun Shangxiang : Fille cadette de Sun Jian et de Wu Guotai, petite sœur de Sun Ce et de Sun Quan, elle était la femme de Liu Bei. Arme : Deux Chakrams.
- Sun Jian : Père de Sun Ce, Sun Quan et Sun Shanxiang et le mari de Wu Guotai. Fondateur du royaume du Wu, aussi le "Tigre de Jiang Dong", descendant de Sun Tzu. Arme : Épée à Neuf Anneaux.
- Sun Quan : Fils de Sun Jian et de Wu Guotai, petit frère de Sun Ce, grand frère de Sun Shangxiang, mari de Lianshi et ami d’enfance de Zhu Ran. Il fut le premier Empereur du Wu. Il aimait beaucoup l'alcool. Arme : Lame Enflammée.
- Lu Meng : Stratège du Wu, c'est lui qui sous les ordres de Sun Quan, exécuta Guan Ping et Guan Yu. Il serait mort en voyant le fantôme de ce dernier. Arme : Pique.
- Gan Ning : Ancien pirate surnommé "Le Pirate aux Voiles de Soie". Il tua le père de Ling Tong, Ling Cao, mais après être rentré au Wu, il se lia petit à petit d'amitié avec Ling Tong, ce qui suivit une grande rivalité. Il avait des clochettes à sa ceinture pour effrayer ses ennemis. Arme : Fléau.
- Huang Gai : Général Vétéran du Wu qui a joué un rôle déterminant dans la bataille de Chibi. C'est lui aurait entraîné Sun Ce, Sun Quan et Sun Shangxiang. Il est l'un des Cinq Vétérans du Wu. Arme : Lame de Bras.
- Sun Ce : Fils aîné de Sun Jian et de Wu Guotai, frère aîné de Sun Quan et Sun Shangxiang, frère de sang de Zhou Yu, époux de Da Qiao, il est surnommé "Le Petit Conquérant". Il meurt lors d'une embuscade alors qu'il était parti seul dans les bois. Une flèche empoisonnée lui est fatale. Une légende raconte aussi qu'il serait mort d'une malédiction qui lui aurait jeté le mage Yu Ji avant que Sun Ce ne le tue. Arme : Deux Tonfas.

- Da Qiao : Épouse de Sun Ce et grande sœur de Xiao Qiao, fille aînée de Qiao Xuan. Les deux sœurs sont très réputées pour leur beauté et sont appelées "Les Deux Qiao". Arme : Bâtons de Combat.
- Xiao Qiao : Épouse de Zhou Yu et petite sœur de Da Qiao, fille cadette de Qiao Xuan. Les deux sœurs sont très réputées pour leur beauté et sont appelées "Les Deux Qiao". Arme : Double Éventails de Fer.
- Zhou Tai : Ancien pirate, il devint le garde du corps de Sun Ce puis de Sun Quan qu'il sauva plusieurs fois. Arme : Épée Courbée.
- Ling Tong : Lorsque son père, Ling Cao, fut tué par Gan Ning, il essaya de l’assassiner, jusqu'à ce que ce dernier lui sauva la vie, mettant en place une grande amitié ainsi qu'une forte rivalité. Arme : Fléau à Trois Sections.
- Ding Feng : Habile stratège des Wu et grand poète, il rejoignit les rangs de Sun Quan. Il mourut en ne pouvant pas empêcher l'invasion du Wu par le Jin. Il était l'un des Cinq Vétérans du Wu. Arme : Lame Circulaire.
- Lianshi : Femme de Sun Quan et dame de compagnie ainsi que la garde du corps de Sun Shangxiang. Arme : Épées Crochets.
- Lu Su : Stratège recommandé par Zhou Yu, il servit Sun Quan. Arme : Râteau.
- Han Dang : Officier militaire qui a suivi la famille Sun. Il est connu pour ne jamais avoir brillé dans les batailles. Il est l'un des Cinq Vétérans du Wu. Arme : Pique Courte.
- Zhu Ran : Fils adoptif de Zhu Zhi et ami d'enfance de Sun Quan. Stratège, il était le bras droit de Lu Xun. Arme : Arc en Feu.
- Cheng Pu : Guerrier Vétéran du Wu, il servit les trois générations de Sun. Arme : Lance.
- Xu Sheng : Grand guerrier du Wu. Arme : Marteau Météore à Double Tête.

Jin :
- Sima Yi : Mari de Zhang Chunhua, père de Sima Shi et Sima Zhao. Tout d'abord grand stratège du Wei avant de poser les bases du Jin. Stratège de Cao Cao, réputé pour ses fourberies notamment a la bataille de Hang Zhong. Il était considéré comme le rival de Zhuge Liang. Arme : Fouet Crinière.
- Sima Shi : Premier fils de Sima Yi et Zhang Chunhua, frère aîné de Sima Zhao. À la mort de son père, c'est lui qui dirigea le Wei. Une blessure l'obligea à porter un masque. Arme : Épée Foudroyante.
- Sima Zhao : Mari de Wang Yuanji, deuxième fils de Sima Yi et Zhang Chunahua et frère cadet de Sima Shi. Il est le père de Sima Yan, le premier Empereur Jin. Après la mort de son père et de son frère aîné, il "prit le pouvoir" du Wei, afin de réellement poser les bases du Jin. Arme : Épée de Frappe.
- Deng Ai : Père de Deng Zhong. Grand général, c'est lui qui annexa en partie le royaume du Shu. Il était en grande rivalité avec Zhong Hui. Arme : Arbalète Rotative.
- Wang Yuanji : Femme de Sima Zhao et mère de Sima Yan, le premier Empereur Jin. Elle était très intelligente et avait de très bonnes manières. Elle aurait eu un don de divination et aurait prédit la révolte de Zhong Hui. Arme : Couteaux de Jet.
- Zhong Hui : Grand général. Après avoir aidé à annexer le Shu, il rejoignit Jiang Wei, mais ses hommes le tuèrent. (Il parait que Wang Yuanji avait prédit sa révolte). À noter que le vrais Zhong Hui meurt avant la fondation de la dynastie Jin. Arme : Épées Volantes.
- Zhuge Dan : Neveu ou cousin de Zhuge Liang, il était aussi stratège du Jin, mais ne supportant plus la prise du pouvoir des Sima, il se rebella et rejoignit le Wu, où il fut tué par le Jin. Arme : Bâtons Courts.
- Xiahou Ba : Fils de Xiahou Yuan et cousin de Xiahouji. Lorsque Sima Yi voulut le tuer, il quitta le Wei/Jin pour se réfugier chez les Shu où se trouvait sa cousine. Arme : Javelot de Siège.
- Guo Huai : Général et ministre sous le Wei. Il fut tué par une flèche tirée par Jiang Wei. Arme : Canon de Bras.
- Zhang Chunhua : Femme de Sima Yi et mère de Sima Shi et Sima Zhao. Elle terrorisait son époux. Arme : Gants de Fibres.
- Jia Chong : Premier ministre sous le Wei puis sous le Jin, il fut en grande partie responsable de l'usurpation de pouvoir du Jin au Wei. C'était un proche conseiller des Sima. Il était également le meilleur ami de Sima Zhao. Arme : Hache de Lancer.
- Wen Yang : Fils de Wen Qin et frère de Wen Hu. Général militaire du Jin, il était souvent comparé à Zhao Yun pour ses prouesses au combat. Arme : Javeline.
- Xin Xianying : Fille de Xin Pi et grande sœur de Xin Chang. De par son intelligence, elle évita la mort à son petit frère. Arme : Ji.

Autres :
- Diao Chan : Fille adoptive de Wang Yun, il élabore un plan avec elle pour que Lu Bu tue Dong Zhuo. Elle devint à la mort du tyran la concubine officielle de Lu Bu. Arme : Fouet à Chaines.
- Lu Bu : Le guerrier le plus puissant de l'histoire de la Chine. Fils adoptif de Ding Yuan puis de Dong Zhuo, il le tua afin de protéger sa bien-aimée, Diaochan. Il est également le père de Lu Lingqi. Il fut sous les ordres de Dong Zhuo, Yuan Shao et Liu Bei avant de fonder sa propre armée. Il commit de nombreuses trahisons (dont Liu Bei) et se fit exécuter par Cao Cao. Son cheval s'appelait Éclair de Feu et il fut donné en cadeau à Guan Yu après sa mort. Arme : Hallebarde.
- Dong Zhuo : Grand-père de Dong Bai, il se nomma Premier Ministre des Han. Il adopta Lu Bu mais ce dernier le tua pour sauver Diaochan. Arme : Bombes.
- Yuan Shao : Ancien ami de Cao Cao, mais, au fil du temps, ils devinrent rivaux. C'est le chef de la coalition contre Dong Zhuo. Arme : Lame Extensible.
- Zhang Jiao : Il était à l'origine de la Révolte des Turbans Jaunes, avec ses deux frères. Il était surnommé "Le Général du Ciel". Arme : Sceptre de Chamane.
- Meng Huo : Roi Nanman et mari de Zhurong, il est envahi par le Wu et le Shu. Arme : Colonne.
- Zhurong : Femme de Meng Huo, elle le terrorisait. Elle s'était auto-proclamée Déesse du Feu et descendante de Zhu Rong. Arme : Boomerang.
- Zuo Ci : Il était un grand sorcier Taoïste. Il était ami avec Cao Cao, mais s'étant moqué de lui, le chef du Wei le condamna à mort. Le sorcier se moqua de lui et disparut. Arme : Cartes Talisman.
- Chen Gong : Il était un conseiller de Lu Bu, mais il faut d'abord au service de Cao Cao. Lors de sa capture en même temps que Lu Bu, Cao Cao voulut le reprendre à son service, mais il préféra aller lui-même à la potence. Arme : Parchemin.
- Lu Lingqi : Fille de Lu Bu et Yanshi. Tout comme son père, elle aimait la guerre. Arme : Hallebarde Tournante.
- Dong Bai : Petite-fille de Dong Zhuo, elle fut exécutée en même temps que sa famille. Arme : Fléau.
- Hua Xiong : Guerrier de Dong Zhuo, il fut tué soit par Guan Yu, soit par Sun Jian. Arme : Masse.
- Yuan Shu : Il s'autoproclama Empereur à la suite de la chute de Dong Zhuo et après que Sun Ce lui ait donné le Sceau Impérial. Il était de la même famille que Yuan Shao. Arme : Rapière.

Personnages pré créés dans Empires :
- Cao Mao : Empereur du Wei, il était le petit-fils de Cao Pi. Il tenta d'assassiner Sima Zhao qui le fit exécuter.
- Empereur Xian : Dernier Empereur de la Dynastie Han. Il épousa l'une des filles de Cao Cao, et il fut destitué de ses titres à la prise de pouvoir de Cao Pi.
- Hucher'er : Il a servi Zhang Xiu, Cao Cao aurait voulu le recruter à la suite de la défaite de son seigneur.
- Ma Teng : Père de Ma Chao et oncle de Ma Dai. Il fut exécuté par Cao Cao après la rébellion de son fils.
- Roi Wutugu : Roi de Wu Ge, il servait Meng Huo.
- Sima Hui : Il est le maître de Zhuge Liang, Pang Tong et Xu Shu.
- Sima Yan : Fils de Wang Yuanji et de Sima Zhao, il devint Empereur des Jin à la mort de son père. Il réunifia la Chine.
- Yan Yan : Il rejoignit les forces du Shu sous l'invitation de Huang Zhong et servi sous Zhang Fei.
- Zhugeshi : Grande sœur de Zhuge Liang, elle se maria avec Pang Degong (oncle de Pang Tong) et eut pour fils Pang Huan, et servit le Wei.
- Zhuge Guo (/Zhugeshi) : Elle était la fille de Yueying et de Zhuge Liang. Elle détestait la guerre.
- Zoushi : Femme du chef de guerre Zhang Ji et d’une grande beauté. Elle fut 'vendue' à Cao Cao, séduit, par son neveu, Zhang Xiu, ce qui entraîna une bataille qui décima Cao Ang et Dian Wei.

## Adaptation au cinéma
Un film sino-hongkongais en prise de vues réelles, Dynasty Warriors, sort en 2021 avec Louis Koo dans le rôle de Lu Bu,.